# Národní park Kluane
Národní park Kluane se nachází v Pohoří svatého Eliáše v kanadském teritoriu Yukon mezi Britskou Kolumbií a Aljaškou. Národním parkem je od roku 1972. Jeho rozloha je 22 015 km². Na této ploše žije největší množství savců v Severní Americe. Společně s okolními parky (Wrangell-St. Elias, Glacier Bay a Tatshenshini-Alsek) je součástí světového přírodního dědictví UNESCO pod společným názvem Kluane / Wrangell–St. Elias / Glacier Bay / Tatshenshini-Alsek.

## Historie
Na území národního parku více než tisíc let žili Čučoni – příslušníci Prvních národů. Za tuto dobu se dokázali vypořádat s extrémními podmínkami zdejší přírody. Získané znalosti se předávaly po mnoho generací a jejich kultura je živá i dnes.
Jezero Kluane (v jazyce Čučonů Lu’An Mün – „jezero s mnoha rybami“), po kterém se park jmenuje, je největší v Yukonu. Čučoni nejdříve obchodovali s dalšími příslušníky Prvních národů Tinglity, později s Evropany. Ti sem přicházeli především hledat bohatství, které přinášely kožešiny a nerosty – hlavně zlato. Toho však bylo málo a většina zlatokopů odešla na Klondike.
Za druhé světové války byli Američané nebezpečím invaze přinuceni zaplatit v roce 1942 za stavbu proslulé Aljašské dálnice.

## Ledovce
Pohoří sv. Eliáše sousedí s největšími pevninskými ledovci jižně od polárního kruhu. Vlhký vzduch z Tichého oceánu přináší množství srážek na ledovce. Ty se posunují z kopce dolů, většinou pět až deset metrů ročně – občas se však mohou posunout až o kilometr.
Kolem roku 1725 se Lowellův ledovec, dlouhý 65 km, sesul dolů a zablokoval údolí řeky Alsek. Vznikla tím ledová přehrada s obrovským jezerem. V těchto místech dnes leží město Haines Junction. Tato přehrada po 125 letech povolila a jezero vyteklo během dvou dnů. Následky této záplavy jsou na krajině vidět dodnes – oblast tehdy dle odhadů zaplavilo 41 km³ vody.
Na úpatí Lowellova ledovce je dodnes „poněkud menší“ jezero.
Mezi další ledovce patří ledovec Kaskawulsh, jehož čelo se tyčí na pomezí dvou údolí. Jedním protéká řeka Slims, které je součástí povodí Yukonu (Beringovo moře), druhým údolím protéká řeka Kaskawulsh (povodí řeky Alsek, potažmo Aljašského zálivu). Ve svém nejširším místě má až 6 km široký. Až do roku 2016 drtivá většina vody z tajícího ledovce směřovala do řeky Slims. V roce 2016 však čelo ledovce ustoupilo a průtok vody se přesměroval do řeky Kaskawulsh. Tento hydromorfologický úkaz je formou pirátství vodních toků. V následku přesměrování vody výzkumníci očekávájí, že se jezero Kluane na řece Slim postupem času stane bezodtokovým jezerem.

## Fauna a flóra
Díky své poloze a vlivu Tichého oceánu má Kluane větší rozmanitost rostlin a zvířat než jinde na kanadském severu. Mezi listnatými stromy převažují topoly, z jehličnanů je nejčastější smrk bílý. Nad úrovní lesa roste více než 200 typů alpínské vegetace.
V Národním parku Kluane žije mnoho druhů velkých savců. Nejběžnější jsou ovce aljašské, v horách žijí také kamzíci běláci. V nižších polohách u vod žijí losi, zdejší poddruh je největší na světě. Na loukách a v údolích žijí medvědi grizzly, v lesích baribalové. Dále zde žijí například rosomák sibiřský, svišť brýlový, vydra říční a sysel Parryův. Z ptáků zde hojně žijí orel skalní, bělokur běloocasý či raroh lovecký.
Jedním z vážných problémů je zde pytláctví. S ním také souvisí snaha pouštět návštěvníky dále od hlavních přístupových cest.

## Fotogalerie

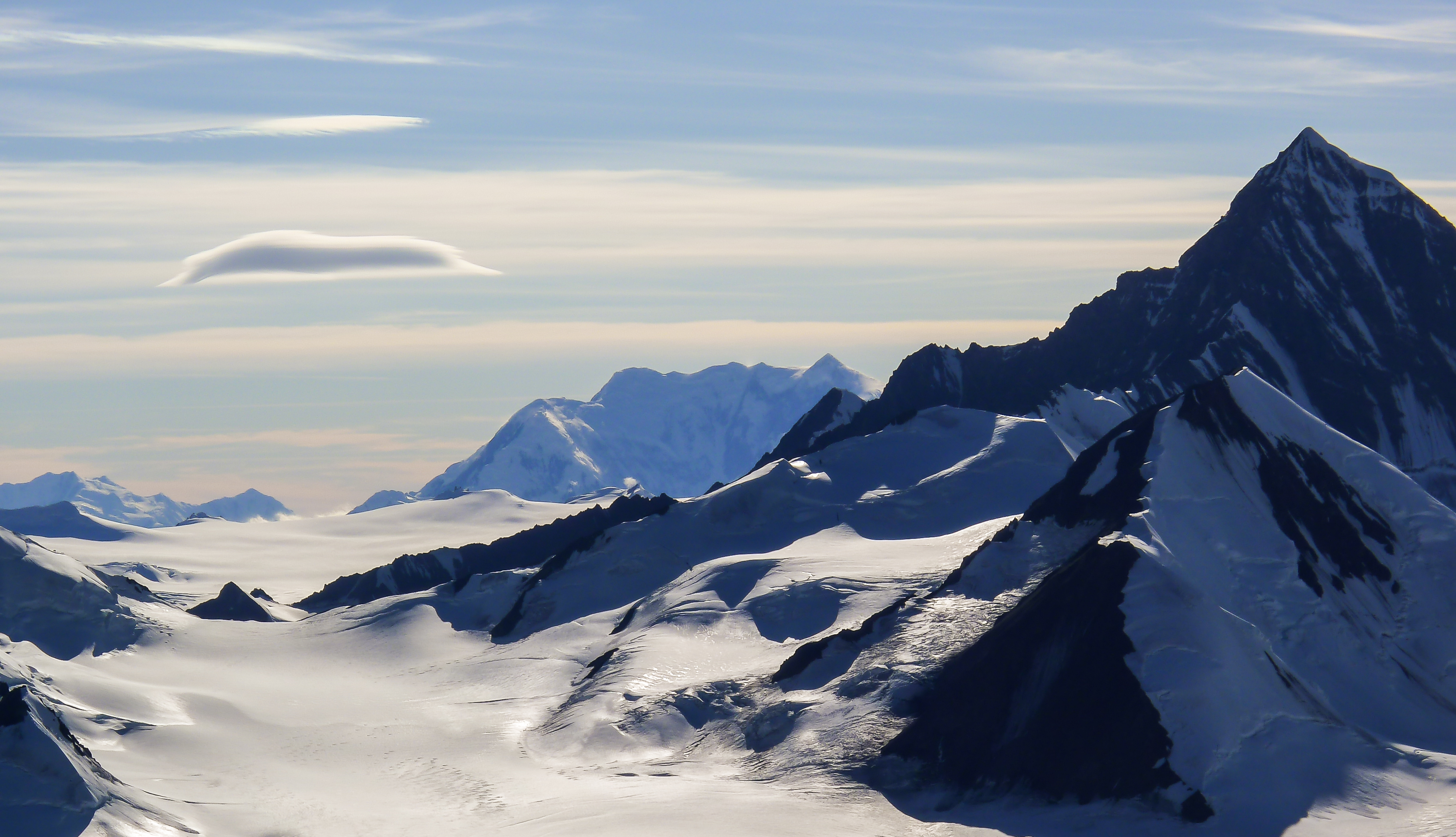
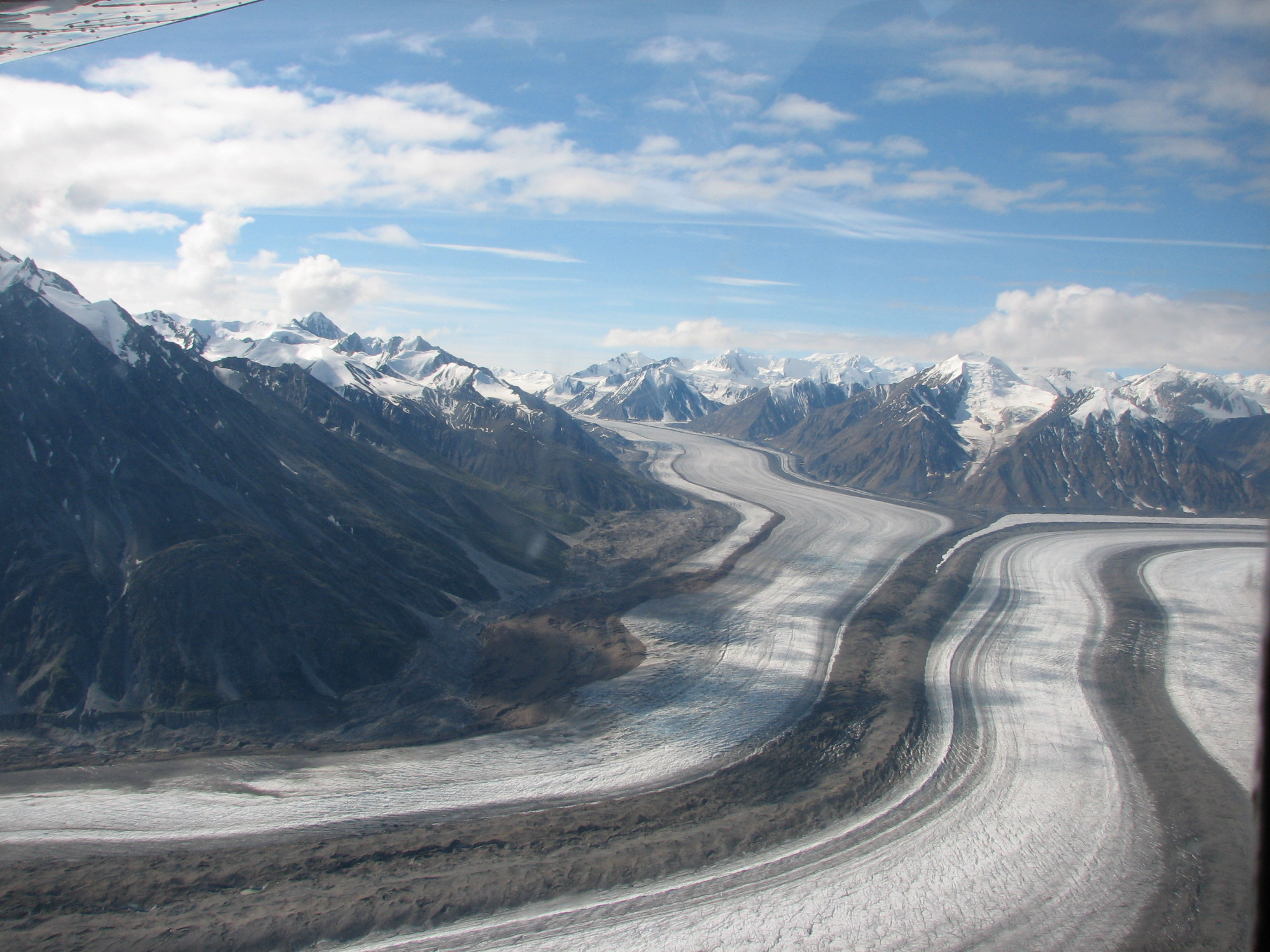
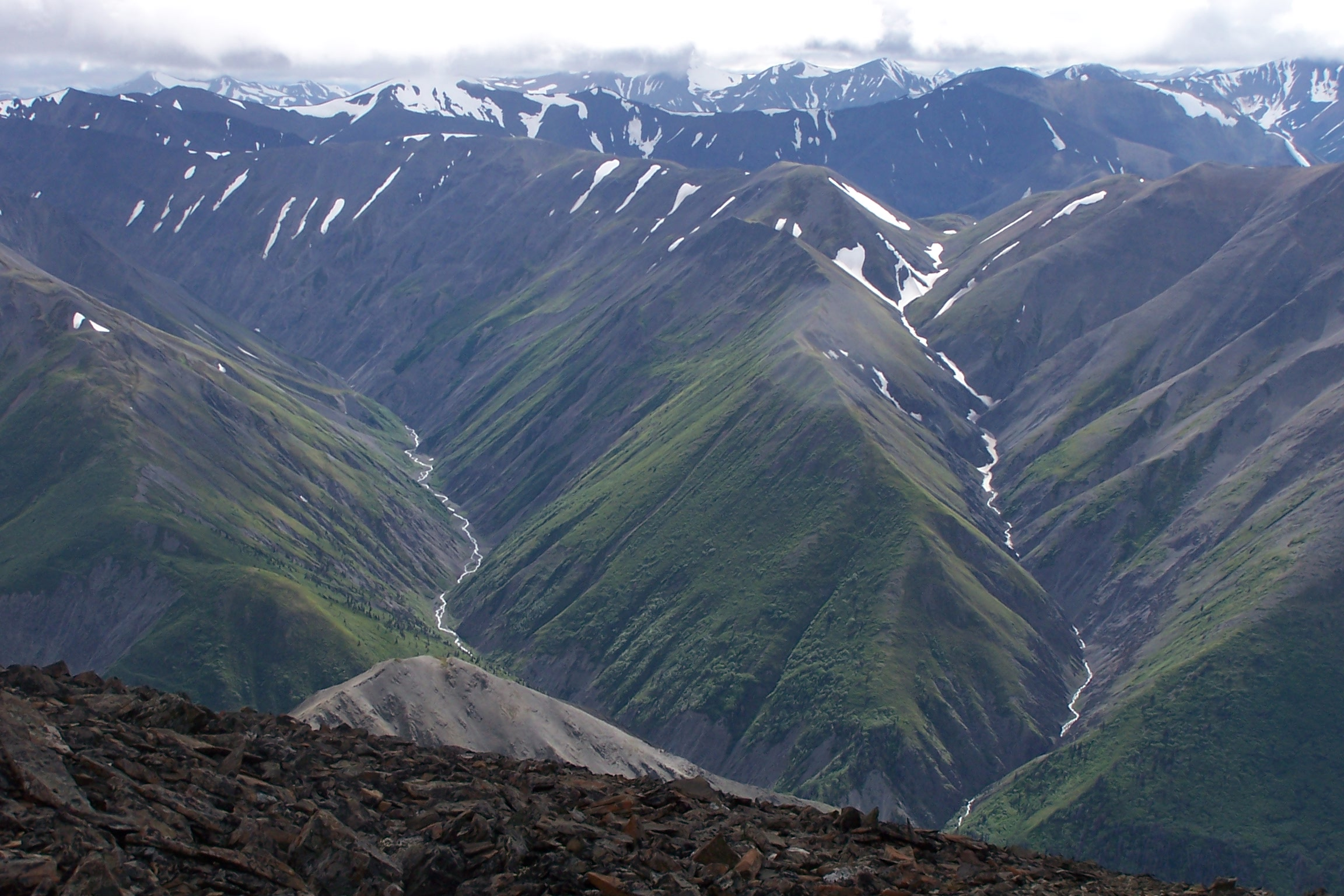
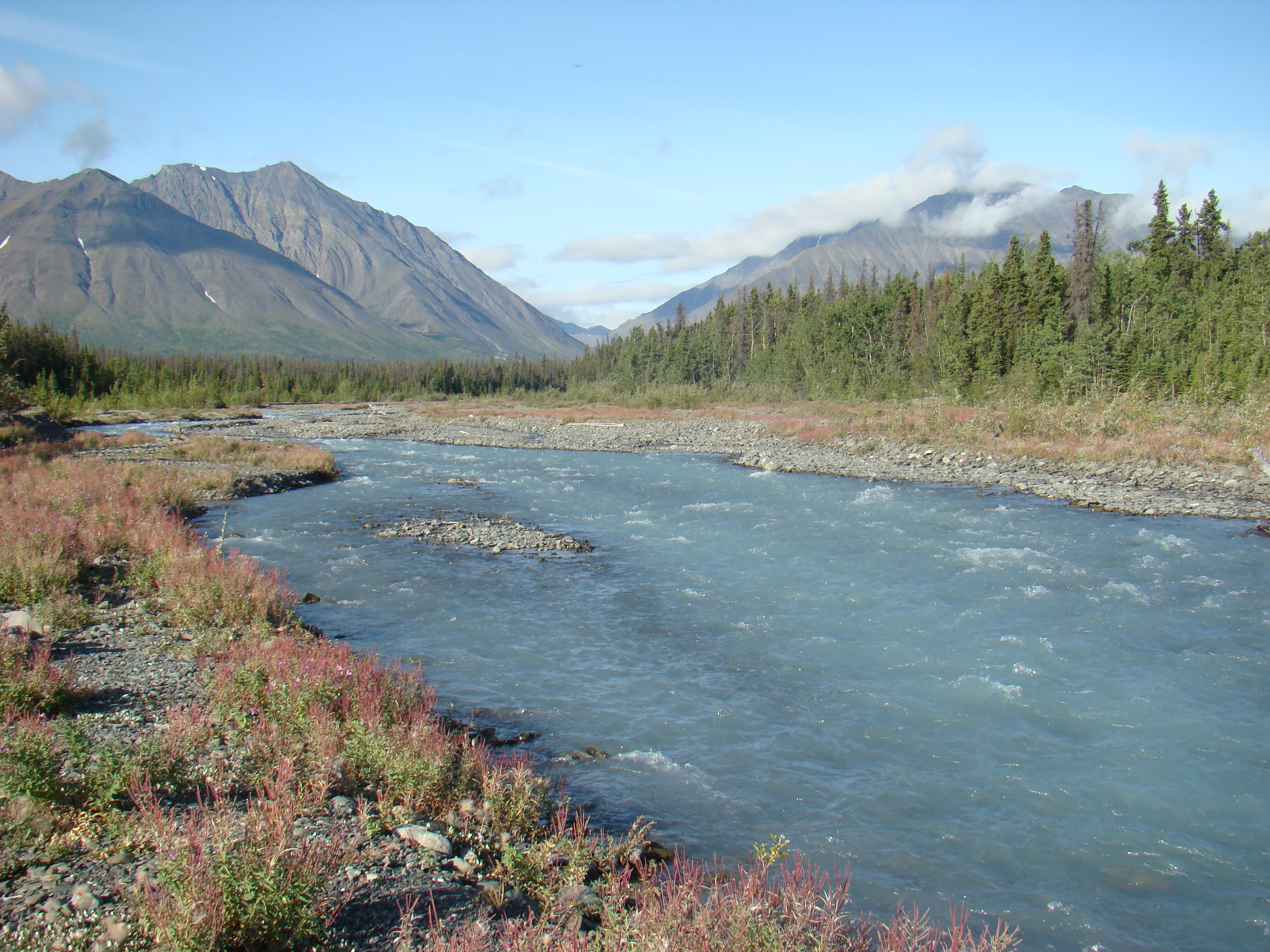
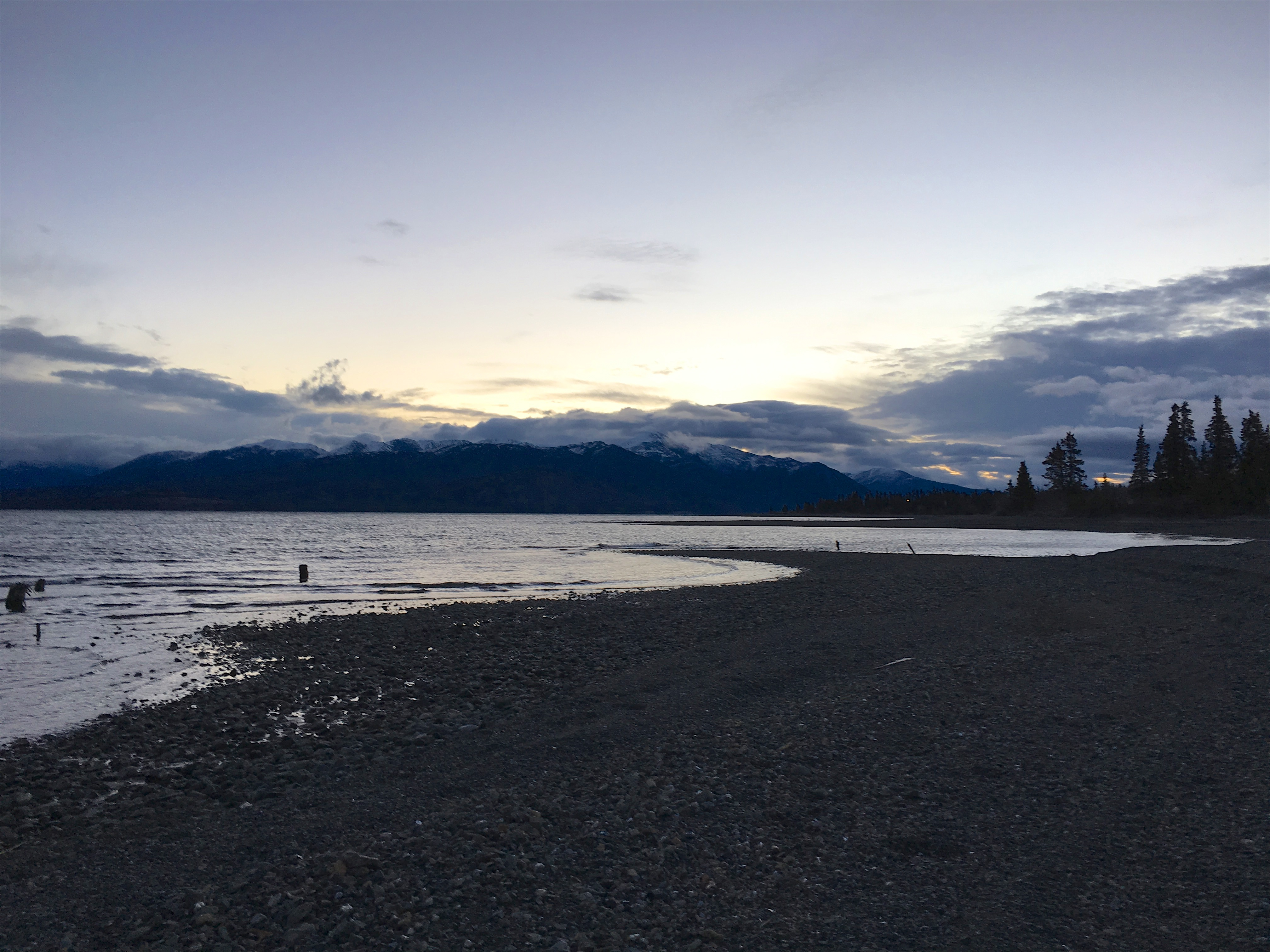
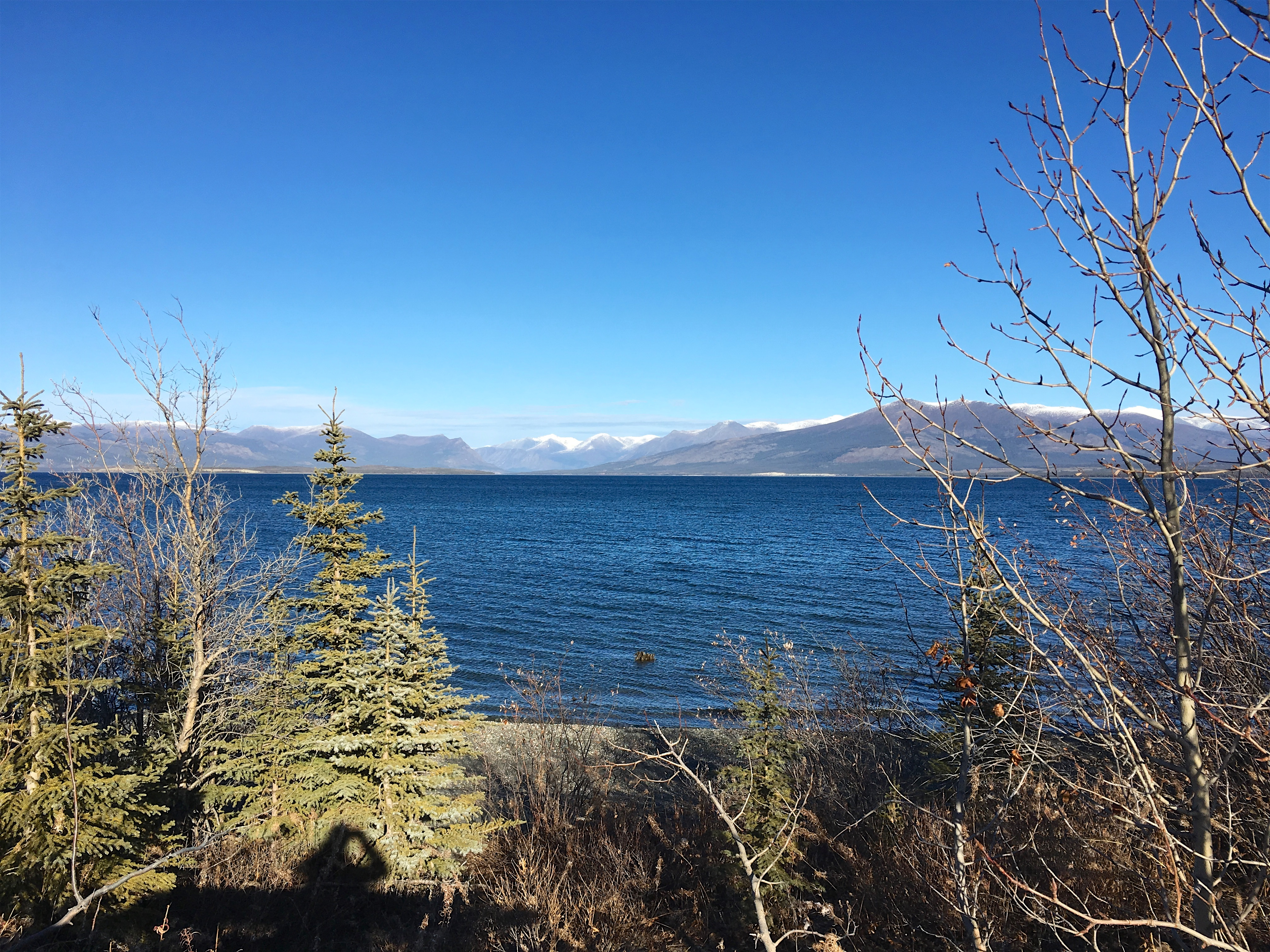